# Wi-Fi Protected Setup

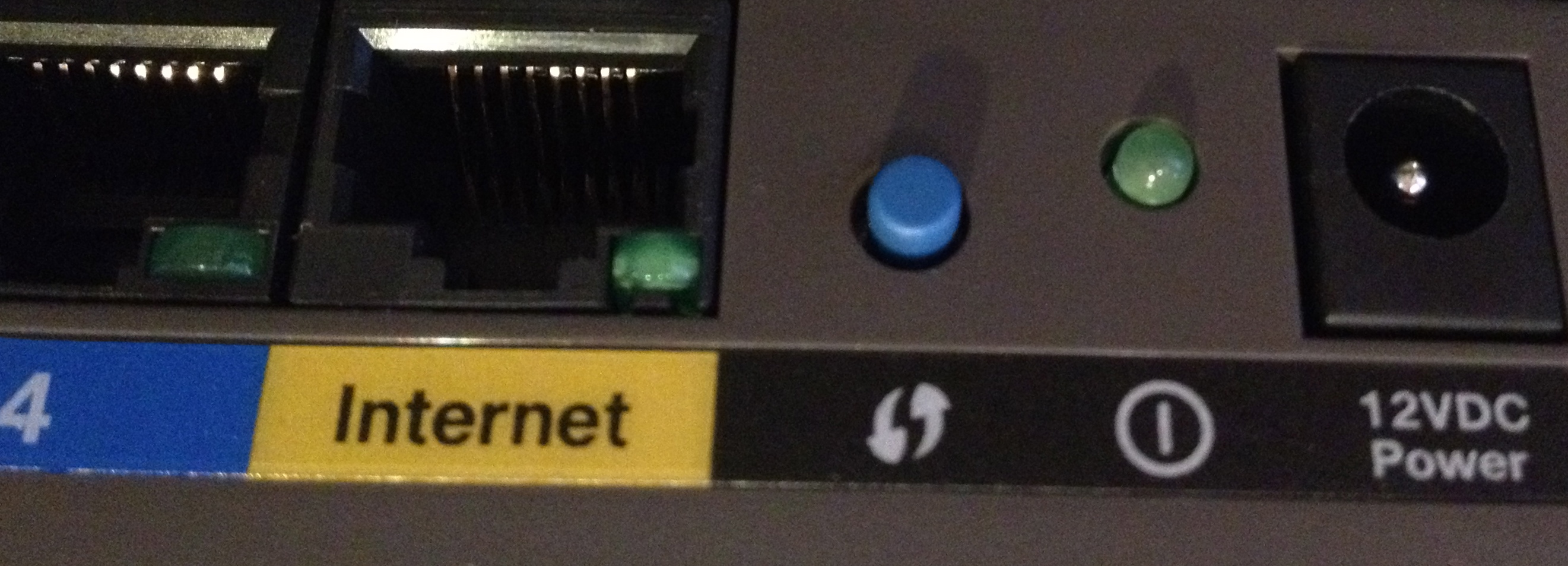
Butonul WPS (centru, albastru) de pe un router wireless care afișează simbolul definit de pentru această funcție.

Wi-Fi Protected Setup (în traducere Configurare Protejată a rețelelor Wi-Fi) și prescurtat WPS, denumit inițial Wi-Fi Simple Configuration, este un standard pentru dispozitivele Wi-Fi,  elaborat pentru a ușura configurarea rețelelor Wi-Fi în case și în birourile mici.
Wi-Fi Protected Access a fost creat de Wi-Fi Alliance⁠(en)[traduceți]. Scopul protocolului este de a permite utilizatorilor casnici care știu puțin despre securitatea wireless și care ar putea fi intimidați de opțiunile de securitate disponibile pentru configurarea Wi-Fi Protected Access (WPA), precum și de a face adăugarea de noi dispozitive la o rețea existentă mai ușoară, fără a introduce parole lungi. Acesta este utilizat de către dispozitivele fabricate de HP, Brother și Canon, în special pentru imprimantele acestora. WPS este o metodă wireless utilizată pentru a conecta anumite dispozitive Wi-Fi, cum ar fi imprimantele și camerele de securitate, la rețeaua Wi-Fi fără a utiliza nicio parolă. În plus, există o altă modalitate de conectare numită WPS PIN, care este utilizată de către unele dispozitive pentru a se conecta la rețeaua wireless.
O problemă majoră de securitate a fost dezvăluită în decembrie 2011, care afectează routerele wireless cu funcția WPS PIN, pe care majoritatea modelelor recente o au activată în mod implicit. Această vulnerabilitate permite unui atacator de la distanță să recupereze codul PIN WPS în 4 - 10 ore cu un atac de tip forță brută și, împreună cu acesta, cheia pre-partajată (PSK) WPA/WPA2 a rețelei. Utilizatorii au fost îndemnați să dezactiveze funcția WPS PIN, deși acest lucru poate să nu fie posibil pe unele modele de routere.

## Moduri
Standardul pune accent pe ușurința în utilizare și securitate și permite patru moduri într-o rețea de domiciliu pentru adăugarea unui dispozitiv nou la rețea:
Metoda codului PIN
În care un cod PIN trebuie citit fie de pe un autocolant (găsit, de obicei, pe spatele routerului), fie de pe afișajul noului dispozitiv capabil de a utiliza Wi-Fi, care dorește să se conecteze la rețea. Acest cod PIN trebuie apoi introdus la „reprezentantul” rețelei, de obicei punctul de acces al acesteia. Alternativ, un cod PIN furnizat de punctul de acces poate fi introdus în noul dispozitiv. Această metodă este modul de bază obligatoriu și toate dispozitivele cu posibilitatea conectării la Wi-Fi trebuie să o suporte. Specificația Wi-Fi Direct înlocuiește această cerință cu una nouă, precizând că toate dispozitivele cu tastatură sau afișaj (display) trebuie să accepte metoda PIN.
Metoda prin apăsare pe buton
În care utilizatorul trebuie să apese un buton, fie real, fie virtual, atât pe punctul de acces, cât și pe noul dispozitiv care dorește să se conecteze la rețea. Pe majoritatea dispozitivelor, acest mod de descoperire se dezactivează imediat ce se stabilește o conexiune sau după o întârziere (de obicei de două minute sau mai puțin) cu oricare survine prima, reducând astfel la minimum vulnerabilitatea sa. Suportul pentru acest mod este obligatoriu pentru punctele de acces și opțional pentru dispozitivele care au funcționalitatea de a se putea conecta la Wi-Fi. Specificația Wi-Fi Direct înlocuiește această cerință prin precizarea că toate dispozitivele trebuie să accepte metoda prin apăsare de buton.
Metoda Near-field communication (NFC)
În care utilizatorul trebuie să aducă noul client aproape de punctul de acces pentru a permite o comunicare în câmp apropiat (NFC) între dispozitive. Se pot utiliza și etichete RFID compatibile cu NFC. Suportul pentru acest mod este opțional.
Metoda USB
În care utilizatorul folosește o unitate flash USB pentru a transfera date între noul dispozitiv client și punctul de acces al rețelei. Suportul pentru acest mod este opțional, dar perimat.
Ultimele două moduri sunt denumite de obicei metode în afara benzii, deoarece există un transfer de informații printr-un alt canal decât canalul Wi-Fi în sine. Doar primele două moduri sunt în prezent acoperite de certificarea WPS. Metoda USB a fost perimată și nu face parte din testele de certificare ale Alianței Wi-Fi.
Unele puncte de acces wireless au un buton WPS cu funcție dublă, iar menținerea apăsată a acestui buton pentru o perioadă mai scurtă sau mai lungă poate avea alte funcții, cum ar fi resetarea la setările din fabrică sau activarea WiFi-ului.
Unii producători, cum ar fi Netgear, folosesc un logo și/sau un nume diferit pentru Wi-Fi Protected Setup;  Wi-Fi Alliance recomandă utilizarea marcajului de identificare Wi-Fi Protected Setup pe butonul hardware pentru această funcție.

## Arhitectură tehnică
Protocolul WPS definește trei tipuri de dispozitive într-o rețea:
Registrator
Un dispozitiv cu autoritatea de a acorda și revoca accesul la o rețea; poate fi integrat într-un punct de acces wireless (AP) sau furnizat ca dispozitiv separat.
[Dispozitiv] Înscris
Un dispozitiv care dorește să se conecteze la o rețea wireless.
Punct de acces (AP)
Un punct de acces care funcționează ca un proxy între un registrator și un dispozitiv înscris.
Standardul WPS definește trei scenarii de bază care implică componentele enumerate mai sus:
Punctul de acces dotat cu capacități integrate de registrator configurează o stație de înscriere (STA)
În acest caz, sesiunea va rula pe mediul wireless ca o serie de mesaje EAP (Extensible Authentication Protocol) de cerere/răspuns, terminând cu disocierea punctului de acces de la STA și așteptarea reconectării STA-ului la noua sa configurație (transmisă de AP chiar înainte).
Registratorul STA configurează punctul de acces drept participant înscris
Acest caz este subdivizat în două aspecte: primul, în care sesiunea poate avea loc pe un mediu cu fir (prin cablu) sau fără fir (wireless), și al doilea, în care punctul de acces poate fi deja configurat în momentul în care registratorul l-a găsit. În cazul unei conexiuni prin cablu între dispozitive, protocolul rulează prin Universal Plug and Play (UPnP), iar ambele dispozitive vor trebui să suporte UPnP în acest scop. Când rulează prin UPnP, se execută o versiune prescurtată a protocolului (doar două mesaje), deoarece nu este necesară nicio autentificare în afară de cea a mediului conectat prin cablu. În cazul unui mediu wireless, sesiunea protocolului este foarte similară cu scenariul registratorului intern, dar cu roluri opuse. În ceea ce privește starea de configurare a punctului de acces (AP), registratorul trebuie să întrebe utilizatorul dacă dorește să reconfigureze punctul de acces sau să păstreze setările actuale. Utilizatorul poate decide să îl reconfigureze chiar dacă punctul de acces se descrie ca fiind configurat. Mulți registratori ar trebui să aibă capacitatea de a se conecta la punctul de acces (AP). UPnP este destinat să se aplice doar unui mediu cu fir, în timp ce, de fapt, se aplică oricărei interfețe la care se poate configura o conexiune IP. Astfel, după configurarea manuală a unei conexiuni wireless, UPnP poate fi utilizat pentru aceasta în același mod ca și în cazul conexiunii cu fir.
STA-ul registratorului configurează STA-ul dispozitivului înscris
În acest caz, punctul de acces se află la mijloc și acționează ca un autentificator, adică transmite doar mesajele relevante dintr-o parte în alta.

## Protocol
Protocolul WPS constă dintr-o serie de schimburi de mesaje EAP⁠(en)[traduceți] care sunt declanșate de o acțiune a utilizatorului, bazându-se pe un schimb de informații descriptive care ar trebui să preceadă acțiunea utilizatorului respectiv. Informațiile descriptive sunt transferate printr-un nou Element de Informație (IE) care este adăugat la Beacon⁠(en)[traduceți], la răspunsul sondei (probe response) și, opțional, la mesajele de solicitare a sondei (probe request) și de solicitare/răspuns de asociere. Pe lângă valorile pur informative de tip-lungime⁠(en)[traduceți], aceste IE vor conține și metodele de configurare ale dispozitivului, care sunt posibile și implementate în prezent.
După această comunicare a capacităților dispozitivului de la ambele capete, utilizatorul inițiază sesiunea de protocol propriu-zisă. Sesiunea constă în opt mesaje care sunt urmate, în cazul unei sesiuni reușite, de un mesaj care indică finalizarea protocolului. Fluxul exact de mesaje se poate schimba la configurarea diferitelor tipuri de dispozitive (AP sau STA) sau la utilizarea diferitelor medii fizice (cu fir sau fără fir (wireless)).

## Selectarea benzii sau a frecvențelor radio

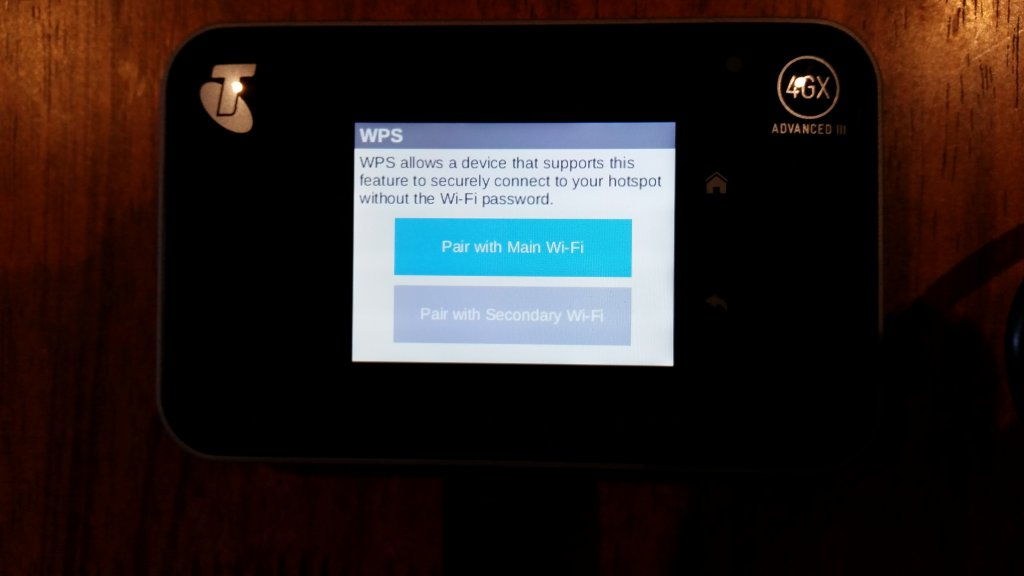
Un dispozitiv mobil de bandă largă (broadband) Telstra 4GX Advanced III care afișează opțiuni de asociere WPS pentru o anumită bandă/frecvență radio.

Unele dispozitive cu conectivitate la rețele wireless dual-band nu permit utilizatorului să selecteze banda⁠(en)[traduceți] de 2.4 GHz sau de 5 GHz (sau chiar o anumită frecvență radio sau SSID⁠(en)[traduceți]) atunci când se utilizează Wi-Fi Protected Setup, cu excepția cazului în care punctul de acces wireless are un buton WPS separat pentru fiecare bandă sau frecvență radio; cu toate acestea, o serie de routere wireless ulterioare cu mai multe benzi de frecvență și/sau frecvențe radio permit stabilirea unei sesiuni WPS pentru o bandă și/sau un radio specific pentru conectarea clienților care nu pot avea SSID-ul sau banda respectivă (de exemplu, 2.4/5 GHz) selectate explicit de utilizatorul dispozitivului client pentru conexiunea cu WPS (de exemplu, apăsând butonul de 5 GHz, acolo unde este acceptat, butonul WPS de pe routerul wireless va forța un dispozitiv client să se conecteze prin WPS doar pe rețeaua de pe banda de 5 GHz după ce o sesiune WPS a fost stabilită de dispozitivul client, care nu poate permite în mod explicit selectarea rețelei wireless și/sau a benzii pentru metoda de conectare WPS).

## Probleme de securitate

### Atac online prin forță brută (brute-force)
În decembrie 2011, cercetătorul Stefan Viehböck a raportat o eroare de proiectare și implementare care face posibilă efectuarea atacurilor de forță brută împotriva WPS-ului bazat pe cod PIN pe rețele Wi-Fi compatibile cu WPS. Un atac reușit asupra WPS permite terților neautorizați să obțină acces la rețea, iar singura soluție eficientă este dezactivarea WPS. Vulnerabilitatea este centrată pe mesajele de înștiințare trimise între registrator și utilizator atunci când se încearcă validarea unui cod PIN, care este un număr de opt cifre folosit pentru a adăuga utilizatori noi în rețeaua Wi-Fi. Întrucât ultima cifră este o sumă de control a cifrelor anterioare, există șapte cifre necunoscute în fiecare cod PIN, rezultând 10⁷ = 10.000.000 de combinații posibile.
Când un dispozitiv înscris încearcă să obțină acces utilizând un cod PIN, registratorul raportează separat validitatea primei și a celei de-a doua jumătăți a codului PIN. Întrucât prima jumătate a codului PIN este formată din patru cifre (10.000 de posibilități), iar a doua jumătate are doar trei cifre active (1000 de posibilități), sunt necesare cel mult 11.000 de încercări înainte ca codul PIN să fie recuperat. Aceasta reprezintă o reducere cu trei ordine de mărime a numărul de PIN-uri care ar fi nevoie să fie testate. Prin urmare, un atac poate fi finalizat în mai puțin de patru ore. Ușurința sau dificultatea exploatării acestei vulnerabilități depinde de implementare, deoarece producătorii de routere Wi-Fi ar putea apăra routerele împotriva unor astfel de atacuri prin programarea lor în așa fel încât să poată încetini sau dezactiva funcția WPS după mai multe încercări eșuate de validare a codului PIN.
Un tânăr dezvoltator de software dintr-un mic orășel din estul statului New Mexico a creat un instrument care exploatează această vulnerabilitate pentru a demonstra că atacul este posibil. Instrumentul a fost achiziționat mai târziu de Tactical Network Solutions din Maryland. Aceștia declară că știau despre vulnerabilitate încă de la începutul anului 2011 și că o exploatau deja.
La unele dispozitive, dezactivarea WPS în interfața utilizatorului nu duce la dezactivarea efectivă a funcției, iar dispozitivul rămâne vulnerabil la acest atac. Au fost lansate actualizări de firmware pentru unele dintre aceste dispozitive, permițând dezactivarea completă a WPS-ului. Furnizorii ar putea, de asemenea, să remedieze vulnerabilitatea prin adăugarea unei perioade de blocare a funcției dacă punctul de acces Wi-Fi detectează un atac de forță brută în desfășurare, ceea ce dezactivează metoda PIN suficient de mult timp pentru a face atacul impracticabil.

### Atac de forță brută (făcut offline)
În vara anului 2014, Dominique Bongard a descoperit ceea ce el a numit atacul Pixie Dust. Acest atac funcționează doar pe implementarea WPS implicită a mai multor producători de cipuri wireless, inclusiv Ralink, MediaTek, Realtek și Broadcom. Atacul se concentrează pe lipsa de randomizare la generarea Nonce-urilor „secrete” E-S1 și E-S2. Cunoscând aceste două nonce-uri, codul PIN poate fi recuperat în câteva minute. A fost dezvoltat un instrument numit pixiewps și o nouă versiune de Reaver pentru a automatiza procesul.
Punctul de acces trimite două hash-uri, E-Hash1 și E-Hash2, către client, dovedind că și acesta cunoaște codul PIN. E-Hash1 și E-Hash2 sunt hash-uri ale (E-S1 | PSK1 | PKe | PKr) și respectiv (E-S2 | PSK2 | PKe | PKr). Funcția de hashing este HMAC-SHA-256 și folosește „authkey” (cheia de autentificare), care este cheia utilizată pentru hash-uirea datelor.
Întrucât atât clientul, cât și punctul de acces (respectiv dispozitivul înscris și registratorul) trebuie să demonstreze că aceștia cunosc codul PIN pentru a se asigura că respectivul client nu se conectează la un punct de acces periculos, atacatorul are deja două hash-uri care conțin fiecare jumătate a codului PIN și tot ce mai trebuie să atace codul PIN real prin forță brută.

### Probleme de securitate fizică

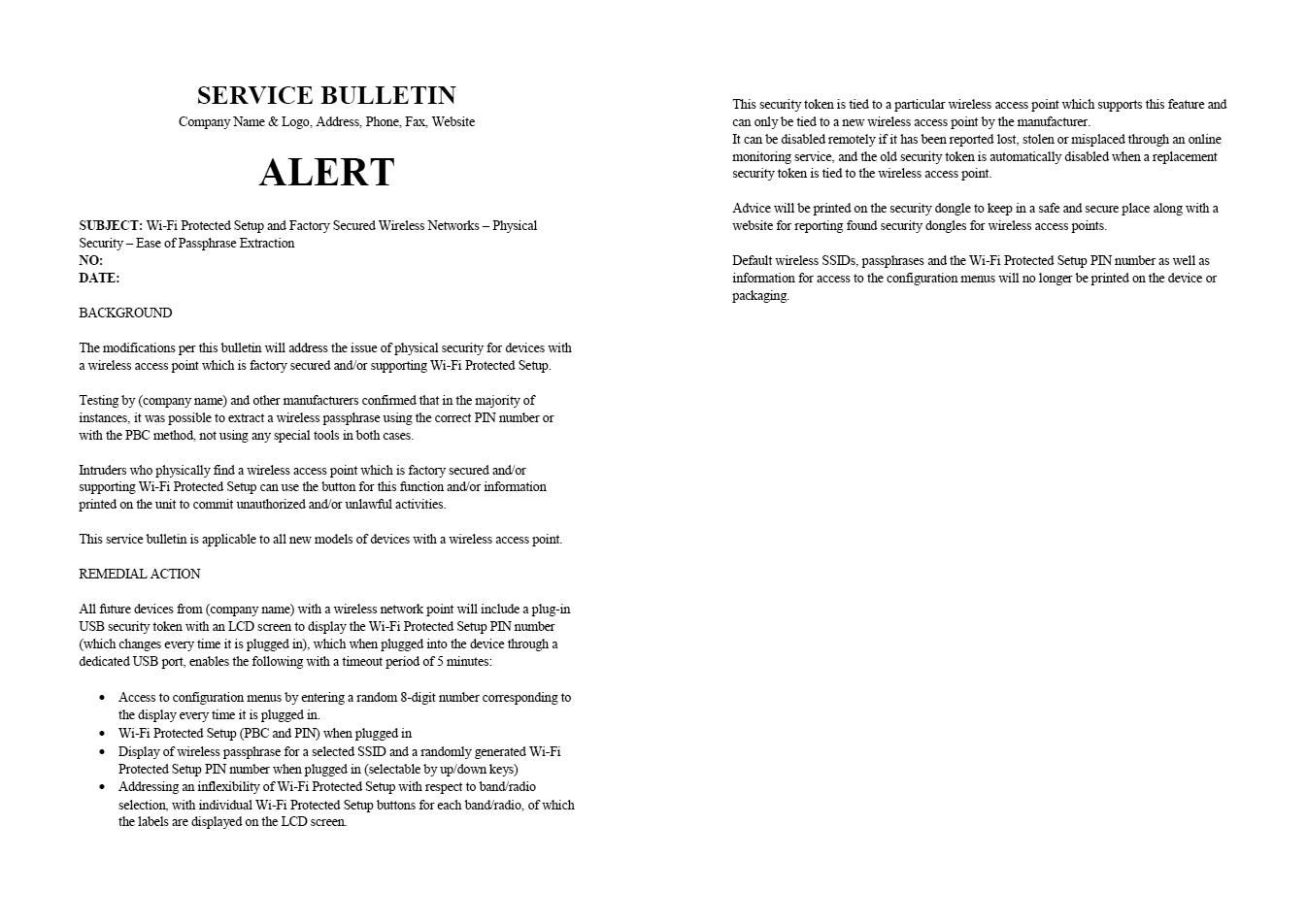
Un buletin informativ generic privind securitatea fizică a punctelor de acces wireless

Toate metodele WPS sunt vulnerabile la utilizarea de către un utilizator neautorizat dacă punctul de acces wireless nu este păstrat într-o zonă securizată.

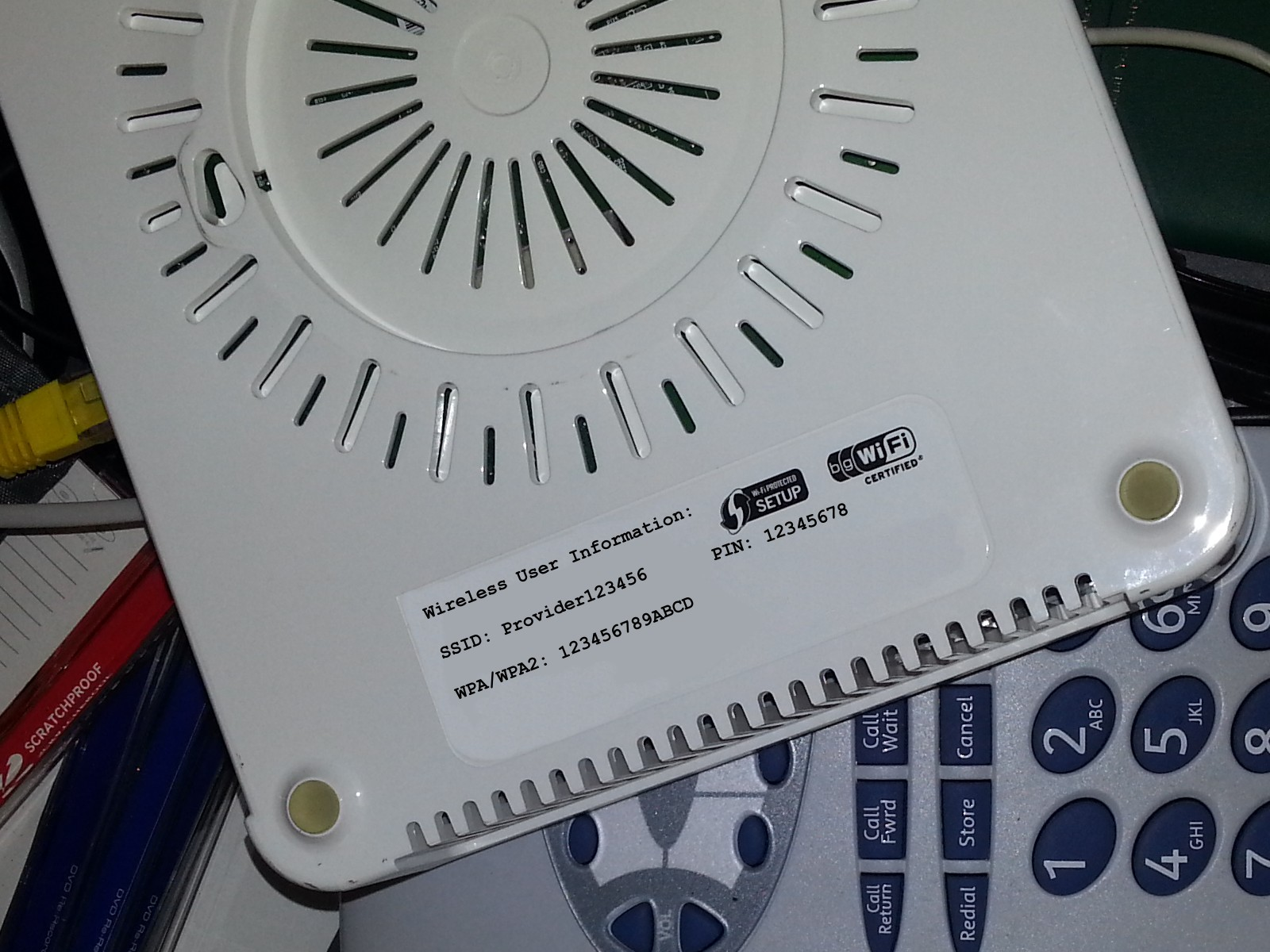
Un router wireless care afișează informații de securitate presetate imprimate, inclusiv Wi-Fi-ul gratuit

Multe puncte de acces wireless au informații de securitate (dacă sunt securizate din fabrică) și codul PIN WPS imprimat pe ele; acest cod PIN se găsește adesea și în meniurile de configurare ale punctului de acces wireless. Dacă acest cod PIN nu poate fi modificat sau dezactivat, singura soluție este obținerea unei actualizări de firmware care să permită modificarea codului PIN sau înlocuirea punctului de acces wireless.
Este posibilă extragerea unei parole wireless cu următoarele metode, fără a fi nevoie de instrumente speciale:
- O parolă wireless poate fi extrasă folosind WPS în Windows Vista și în versiunile mai noi de Windows, cu privilegii administrative, conectându-se cu această metodă, apoi afișând proprietățile rețelei wireless și făcând clic pe „afișează caracterele”.
- În majoritatea distribuțiilor desktop Linux și Unix (cum ar fi Ubuntu), toate conexiunile de rețea și detaliile acestora sunt vizibile pentru un utilizator obișnuit, inclusiv parola obținută prin WPS. De asemenea, utilizatorul root (cunoscut și sub numele de administrator) poate accesa întotdeauna toate detaliile rețelei prin terminal, chiar dacă nu există un manager de ferestre activ pentru utilizatorii obișnuiți.
- O simplă vulnerabilitate în utilitatea de client wireless Intel PROset poate dezvălui parola wireless atunci când se utilizează WPS, după o simplă mutare a casetei de dialog care întreabă dacă se dorește reconfogurarea acestui punct de acces.[23]